# Berget och svalorna
Berget och svalorna är en prosabok av Artur Lundkvist utgiven 1957.
Boken har beteckningen prosasviter och är indelad i åtta avdelningar med rubrikerna Facklor för vilda flickor, Sätt att leva, Utposter, Mot det öververkliga, Resenär, Civilisation, Berättare, biktare och Om Cirikanien, framtidslandet. Varje avdelning består av ett antal korta berättelser av det slag som Lundkvist enligt egen utsago "ständigt roar mig att skriva och som jag aldrig tycks sakna uppslag för".
Berättelserna rymmer en del satirisk samhällskritik, bland annat det avslutande kapitlet som med en kritik riktad mot den amerikanska kulturen skildrar framtidslandet Cirikanien.